# Étienne-Barthélémy Garnier
Étienne Barthélémy Garnier (Parigi, 24 agosto 1759 – Parigi, 16 novembre 1849) è stato un pittore francese.

## Biografia
Allievo di Joseph-Marie Vien, nel 1787 arrivò secondo al concorso per il prix de Rome, ma l'anno seguente vinse il premio con la tela "La Morte di Tito Tazio". Nel 1816 fu eletto membro dell'Accademia di Belle arti.

## Opere
- Eponino et Sabino, 1810. - Museo di Angers. (Esposto al salone del 1810 e del 1814 dove fu acquistato da Luigi XVIII).
- La Costernazione di Priamo e della sua famiglia dopo il duello fra Achille e Ettore, 1800. - Museo di Belle arti di Angoulême.
- Enrico IV fa costruire le gallerie del Louvre, 1810. - Sovrapporta commissionato per la Galleria di Diana alle Tuileries. Parigi, Museo del Louvre.
- Ingresso di Napoleone e di Maria Luisa nel Giardino delle Tuileries. - 1810.
- Disegno preparatorio per "La Costernazione di Priamo". - Museo di Belle arti di Quimper.
- San Gerolamo nel suo ritiro, 1791. - Museo di Belle arti e archeologia di Troyes.
- Il naufragio di Aiace, - Museo di Belle arti e archeologia di Troyes.

## Bibliografia

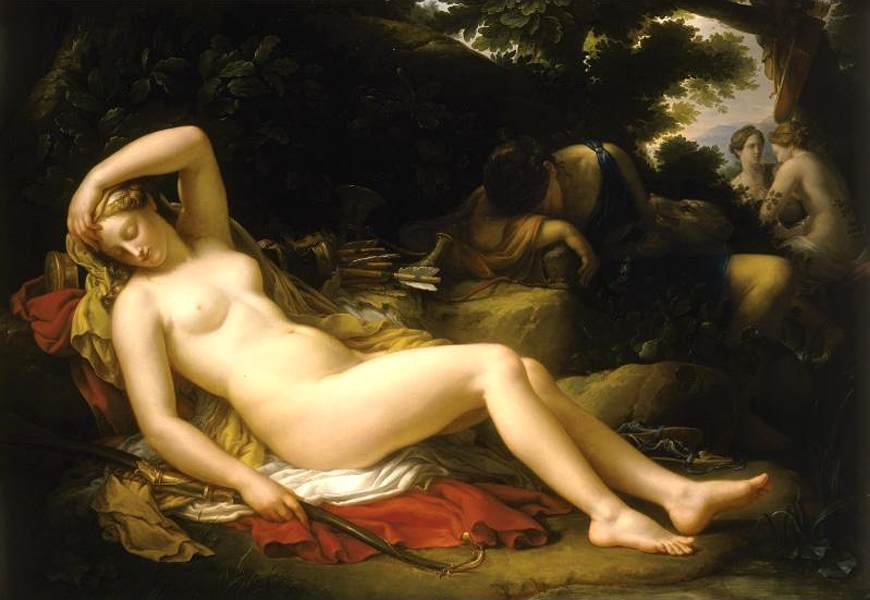
Diana e le sue ninfe